# Astrocyt

Immunofluorescens av astrocyter (grönt) odlade från musembryo

Astrocyter är de största av gliacellerna och namnet kommer av att de är stjärnformade. Kärnan är centralt belägen och ljus med flera nukleoler. Den har många utskott som går från cellkroppen och många av utskotten terminerar på andra astrocyter, nervceller, synapser, hjärnyta eller blodkärlsväggar.
Astrocyten delas in i två huvudgrupper: 
Protoplasmatiska astrocyter finns i ryggmärgens och hjärnans grå substans, och har tjocka utskott. 
Fibrillära astrocyter finns i vit substans, och de har tunnare utskott. 
Astrocyter bidrar till att skapa en kemiskt stabil miljö, de tar upp överflöd av neurotransmittorer, bidrar till kapillärernas unika egenskaper, är viktiga för migrationen av nervceller under embryonaltiden samt bildar ärrvävnad och hämmar därmed regenerering.

## Funktioner
Astrocyter är väldigt viktiga för att behålla den optimala balansen i hjärnan och har därför väldigt många olika funktioner.

### Blod hjärnbarriären
Astrocyters utskott kan omfamna blodkärl och därför bli en del av blod-hjärnbarriären.

### Synapsbildning och funktion
Astrocyter hjälper bildningen av synapser och att behålla deras funktion genom att hålla balansen av molekyler och neurotransmittorer runt synapsen, till exempel glutamat- och GABA-metabolismen .

### Metaboliskt stöd
De ger metaboliskt stöd genom att ge neuroner näring, e.g. laktat.

### Reglerar blodflödet
Genom att utsöndra prostaglandin, kväveoxid och arakidonsyra, kan astrocyter göra blodkärl bredare eller tunnare.

### Dygnsrytm
De har en roll i dygnsrytm genom att tysta neuronal aktivitet under natten.

### Ärrbildning
De bildar ärrvävnad runt skador och det kan bidra till tillväxten av neuronala axoner. Detta kan dock leda till patologi, genom att reaktiva astrocyter kan bli toxiska för neuroner för att de utsöndrar signaler som stimulerar apoptos, programmerad celldöd. Astrocyters roll i patologi är fortfarande inte helt förstådd.